# Scotch Silly
Scotch Silly is een Belgisch bier.
Het bier wordt gebrouwen door Brasserie de Silly te Silly.
Scotch Silly is een donkerbruine Scotch met een alcoholpercentage van 7,5%. Het heeft een densiteit van 17,2° Plato.